# Mugiergan
Mugiergan (ros. Мугерган) – wieś w Rosji, w Dagestanie, w rejonie magaramkienckim. W 2021 liczyła 1360 mieszkańców, głównie Lezginów.